# Eppishausen
Eppishausen település Németországban, azon belül Bajorországban. Lakosainak száma 1980 fő (2023. december 31.).

## Népesség
A település népessége az elmúlt években az alábbi módon változott:
| Lakosok száma | 510  | 844  | 908  | 1816 | 1775 | 1826 | 1831 | 1838 | 1934 | 1980 |
|               | 1875 | 1950 | 1975 | 1987 | 2012 | 2014 | 2016 | 2017 | 2021 | 2023 |